# ATC N07 – Az idegrendszer egyéb gyógyszerei
Az ATC N07 – Az idegrendszer egyéb gyógyszerei a gyógyszerek anatómiai, gyógyászati és kémiai osztályozási rendszerének (ATC) egyik alcsoportja.
| ATC N   | Idegrendszer                   |
| ------- | ------------------------------ |
| ATC N01 | Érzéstelenítők                 |
| ATC N02 | Analgetikumok                  |
| ATC N03 | Antiepileptikumok              |
| ATC N04 | Parkinson-kór gyógyszerei      |
| ATC N05 | Pszicholeptikumok              |
| ATC N06 | Pszichoanaleptikumok           |
| ATC N07 | Idegrendszer egyéb gyógyszerei |

## N07A Paraszimpatomimetikumok

### N07AAKolinészteráz-gátlók
| ATC     | Magyar                  | INN                     | Gyógyszerkönyv                                |
| ------- | ----------------------- | ----------------------- | --------------------------------------------- |
| N07AA01 | Neosztigmin             | Neostigmine             | Neostigmini bromidum, Neostigmini metilsulfas |
| N07AA02 | Piridosztigmin          | Pyridostigmine          | Pyridostigmini bromidum                       |
| N07AA03 | Disztigmin              | Distigmine              |                                               |
| N07AA30 | Ambenónium              | Ambenonium              |                                               |
| N07AA51 | Neosztigmin kombinációk | Neosztigmin kombinációk |                                               |

### N07ABKolinészterek
| ATC     | Magyar    | INN         | Gyógyszerkönyv |
| ------- | --------- | ----------- | -------------- |
| N07AB01 | Karbakol  | Carbachol   | Carbacholum    |
| N07AB02 | Betanekol | Bethanechol |                |

### N07AXEgyéb paraszimpatomimetikumok
| ATC     | Magyar            | INN                 | Gyógyszerkönyv             |
| ------- | ----------------- | ------------------- | -------------------------- |
| N07AX01 | Pilokarpin        | Pilocarpine         | Pilocarpini hydrochloridum |
| N07AX02 | Kolin-alfoszcerát | Choline alfoscerate |                            |
| N07AX03 | Cevimelin         | Cevimeline          |                            |

## N07B Addikció kezelésére szolgáló szerek

### N07BANikotin-dependencia kezelésére szolgáló szerek
| ATC     | Magyar     | INN         | Gyógyszerkönyv |
| ------- | ---------- | ----------- | -------------- |
| N07BA01 | Nikotin    | Nicotine    | Nicotinum      |
| N07BA03 | Vareniklin | Varenicline |                |

### N07BBAlkohol-dependencia kezelésére szolgáló szerek
| ATC     | Magyar           | INN               | Gyógyszerkönyv            |
| ------- | ---------------- | ----------------- | ------------------------- |
| N07BB01 | Diszulfirám      | Disulfiram        | Disulfiramum              |
| N07BB02 | Kalcium karbimid | Calcium carbimide |                           |
| N07BB03 | Akamprozát       | Acamprosate       |                           |
| N07BB04 | Naltrexon        | Naltrexone        | Naltrexoni hydrochloridum |
| N07BB05 | Nalmefen         | Nalmefene         |                           |

### N07BCOpioid-dependencia kezelésére szolgáló szerek
| ATC     | Magyar                  | INN                     | Gyógyszerkönyv               |
| ------- | ----------------------- | ----------------------- | ---------------------------- |
| N07BC01 | Buprenorfin             | Buprenorphine           | Buprenorphinum               |
| N07BC02 | Metadon                 | Methadone               | Methadoni hydrochloridum     |
| N07BC03 | Levacetilmetadol        | Levacetylmethadol       |                              |
| N07BC04 | Lofexidin               | Lofexidine              |                              |
| N07BC05 | Levometadon             | Levomethadone           | Levomethadoni hydrochloridum |
| N07BC06 | Diamorfin               | Diamorphine             |                              |
| N07BC51 | Buprenorfin kombinációk | Buprenorfin kombinációk |                              |

## N07C Szédülés elleni készítmények

### N07CASzédülés elleni készítmények
| ATC     | Magyar                 | INN                    | Gyógyszerkönyv               |
| ------- | ---------------------- | ---------------------- | ---------------------------- |
| N07CA01 | Betahisztin            | Betahistine            | Betahistini mesilas          |
| N07CA02 | Cinnarizin             | Cinnarizine            | Cinnarizinum                 |
| N07CA03 | Flunarizin             | Flunarizine            | Flunarizini dihydrochloridum |
| N07CA04 | Acetilleucin           | Acetylleucine          |                              |
| N07CA52 | Cinnarizin kombinációk | Cinnarizin kombinációk |                              |

## N07X Idegrendszer egyéb gyógyszerei

### N07XXAz idegrendszer egyéb gyógyszerei
| ATC     | Magyar                       | INN                          | Gyógyszerkönyv |
| ------- | ---------------------------- | ---------------------------- | -------------- |
| N07XX01 | Tirilazad                    | Tirilazad                    |                |
| N07XX02 | Riluzol                      | Riluzole                     |                |
| N07XX03 | Xaliproden                   | Xaliproden                   |                |
| N07XX04 | Nátrium-oxibát               | Sodium oxybate               |                |
| N07XX05 | Amifampridin                 | Amifampridine                |                |
| N07XX06 | Tetrabenazin                 | Tetrabenazine                |                |
| N07XX07 | Fampridin                    | Fampridine                   |                |
| N07XX08 | Tafamidisz                   | Tafamidis                    |                |
| N07XX09 | Dimetil-fumarát              | Dimethyl fumarate            |                |
| N07XX10 | Lakvinimod                   | Laquinimod                   |                |
| N07XX59 | Dextrometorfan kombinációban | Dextrometorfan kombinációban |                |